# Campeonato Europeu de Atletismo em Pista Coberta de 2017 - Salto em altura feminino
A prova do salto em altura feminino do Campeonato Europeu de Atletismo em Pista Coberta de 2017 foi disputada entre os dias 3 e 4 de março de 2017 na Arena Kombank em Belgrado,  na Sérvia. 

## Recordes
Antes desta competição, os recordes mundiais e do campeonato nesta prova eram os seguintes:
|                       | Nome            | Nacionalidade | Altura  | Local      | Data                   |
| --------------------- | --------------- | ------------- | ------- | ---------- | ---------------------- |
| Recorde mundial       | Kajsa Bergqvist | Suécia        | 2m 08cm | Arnstadt   | 4 de fevereiro de 2006 |
| Recorde do campeonato | Tia Hellebaut   | Bélgica       | 2m 05cm | Birmingham | 3 de março de 2007     |
| Recorde europeu       | Kajsa Bergqvist | Suécia        | 2m 08cm | Arnstadt   | 4 de fevereiro de 2006 |

## Medalhistas
| Ouro                 | Prata             | Bronze                 |
| Airine Palsyte (LTU) | Ruth Beitia (ESP) | Yuliya Levchenko (UKR) |

## Cronograma
Todos os horários são locais (UTC+2).
| Data       | Hora  | Evento       |
| ---------- | ----- | ------------ |
| 3 de março | 17:30 | Qualificação |
| 4 de março | 16:30 | Final        |

## Resultados

### Qualificação
Qualificação: 1,93m (Q) ou os 8 melhores qualificados (q).
| Posição | Atleta                     | Nacionalidade | 1.70 | 1.76 | 1.81 | 1.86 | 1.90 | Resultados | Notas |
| ------- | -------------------------- | ------------- | ---- | ---- | ---- | ---- | ---- | ---------- | ----- |
| 1       | Ruth Beitia                | Espanha       | –    | –    | –    | o    | o    | 1.90       | q     |
| 1       | Ana Šimić                  | Croácia       | –    | –    | o    | o    | o    | 1.90       | q     |
| 3       | Morgan Lake                | Reino Unido   | –    | –    | o    | xo   | o    | 1.90       | q     |
| 4       | Jossie Graumann            | Alemanha      | –    | o    | o    | o    | xo   | 1.90       | q     |
| 4       | Yuliya Levchenko           | Ucrânia       | –    | o    | o    | o    | xo   | 1.90       | q     |
| 4       | Oksana Okuneva             | Ucrânia       | o    | o    | o    | o    | xo   | 1.90       | q     |
| 4       | Airinė Palšytė             | Lituânia      | –    | –    | o    | o    | xo   | 1.90       | q     |
| 8       | Michaela Hrubá             | Chéquia       | o    | o    | o    | xo   | xxo  | 1.90       | q     |
| 9       | Maruša Černjul             | Eslovênia     | –    | o    | o    | o    | xxx  | 1.86       |       |
| 9       | Yuliya Chumachenko         | Ucrânia       | –    | o    | o    | o    | xxx  | 1.86       |       |
| 9       | Erika Furlani              | Itália        | –    | o    | o    | o    | xxx  | 1.86       |       |
| 9       | Kamila Lićwinko            | Polónia       | –    | –    | –    | o    | xxx  | 1.86       |       |
| 9       | Linda Sandblom             | Finlândia     | –    | o    | o    | o    | xxx  | 1.86       |       |
| 9       | Sofie Skoog                | Suécia        | –    | o    | o    | o    | xxx  | 1.86       |       |
| 9       | Maryia Zhodzik             | Bielorrússia  | o    | o    | o    | o    | xxx  | 1.86       |       |
| 16      | Marie-Laurence Jungfleisch | Alemanha      | –    | –    | xo   | o    | xxx  | 1.86       |       |
| 17      | Marija Vuković             | Montenegro    | o    | o    | o    | xo   | xxx  | 1.86       |       |
| 18      | Serena Capponcelli         | Itália        | o    | o    | xxo  | xo   | xxx  | 1.86       |       |
| 19      | Emma Green                 | Suécia        | –    | o    | xo   | xxo  | xxx  | 1.86       |       |
| 20      | Ekaterina Krasovskiy       | Áustria       | o    | o    | o    | xxx  |      | 1.81       |       |
| 21      | Claudia Guri               | Andorra       | xo   | xo   | xxx  |      |      | 1.76       |       |

### Final
A final foi realizada às 16:30 no dia 4 de março de 2017.  
| Posição           | Atleta           | Nacionalidade | 1.80 | 1.85 | 1.89 | 1.92 | 1.94 | 1.96 | 1.98 | 2.01 | Resultados | Notas                |
| ----------------- | ---------------- | ------------- | ---- | ---- | ---- | ---- | ---- | ---- | ---- | ---- | ---------- | -------------------- |
| Medalha de ouro   | Airinė Palšytė   | Lituânia      | o    | o    | o    | o    | o    | o    | —    | xo   | 2.01       | ,                    |
| Medalha de prata  | Ruth Beitia      | Espanha       | —    | o    | —    | o    | o    | xxx  |      |      | 1.94       |                      |
| Medalha de bronze | Yuliya Levchenko | Ucrânia       | o    | xo   | o    | o    | xxo  | xxx  |      |      | 1.94       | Recorde pessoal      |
| 4                 | Oksana Okuneva   | Ucrânia       | o    | o    | o    | o    | xxx  |      |      |      | 1.92       |                      |
| 5                 | Jossie Graumann  | Alemanha      | o    | o    | o    | xxo  | xxx  |      |      |      | 1.92       | =                    |
| 6                 | Michaela Hrubá   | Chéquia       | o    | o    | xxo  | xxo  | xxx  |      |      |      | 1.92       | Recorde da temporada |
| 7                 | Ana Šimić        | Croácia       | o    | xo   | o    | xxx  |      |      |      |      | 1.89       |                      |
| 8                 | Morgan Lake      | Reino Unido   | o    | o    | xxx  |      |      |      |      |      | 1.85       |                      |

Legenda
| Recorde mundial       | Recorde mundial (World record)               |                       | Recorde africano                      | Recorde africano (African) |                                           | Q | Classificado por posição (Qualified) |
| Recorde do campeonato | Recorde do campeonato (Championship record)  | Recorde da América    | Recorde da América (Americas)         | q                          | Classificado por melhor tempo (Qualified) |   |                                      |
| Melhor marca do ano   | Melhor marca do ano (World leading)          | Recorde asiático      | Recorde asiático (Asian)              | DNS                        | Não largou (Did not start)                |   |                                      |
| Recorde nacional      | Recorde nacional (National record)           | Recorde europeu       | Recorde europeu (European)            | DNF                        | Não terminou (Did not finish)             |   |                                      |
| Recorde pessoal       | Recorde pessoal do atleta (Personal best)    | Recorde da Oceania    | Recorde da Oceania (Oceania)          | DSQ / DQ                   | Desclassificado (Disqualified)            |   |                                      |
| Recorde da temporada  | Recorde da temporada do atleta (Season best) | Recorde sul-americano | Recorde sul-americano (South America) | NM                         | Sem marca (No mark)                       |   |                                      |